# پروتوپورفیرین روی
پروتوپورفیرین روی (به انگلیسی: Zinc protoporphyrin) با فرمول شیمیایی C۳۴H۳۲N۴O۴Zn یک ترکیب شیمیایی با شناسه پاب‌کم ۲۷۲۸۷ است. که جرم مولی آن ۶۲۶٫۰۳۲ g/mol می‌باشد.

در مسمومیت با سرب، به جای هِم، روی-پروتوپورفیرین تشکیل می‌شود.